# 普洛内乌尔-朗韦恩
普洛内乌尔-朗韦恩（法語：Plonéour-Lanvern，法語發音：[plɔneuʁ lɑ̃vɛʁn]）是法国菲尼斯泰尔省的一个市镇，位于该省西南部，属于坎佩尔区。该市镇于1827年由原市镇普洛内乌尔（Plonéour）和朗韦恩（Lanvern）合并而成。

## 地理
普洛内乌尔-朗韦恩（47°54'11"N, 4°17'2"W）面积48.91 平方千米，位于法国布列塔尼大區菲尼斯泰尔省，该省份为法国最西部的省份，位于布列塔尼半岛西部，北西南三面环大西洋，东临阿摩尔滨海省和莫尔比昂省。
与普洛内乌尔-朗韦恩接壤的市镇（或旧市镇、城区）包括：珀姆里特、普洛加斯泰勒-圣日耳曼、普洛默尔、普吕居方、蓬拉贝、圣让特罗利蒙、特雷盖内克、特雷梅奥克、特雷奥加特。

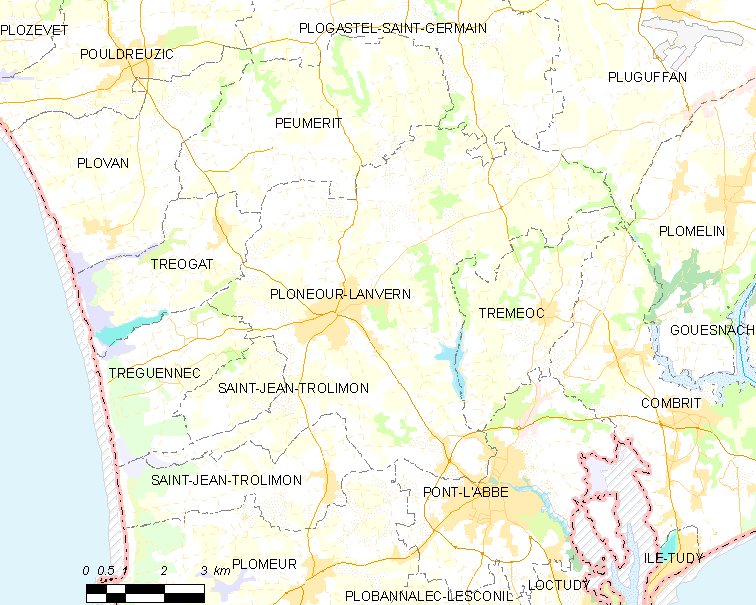
普洛内乌尔-朗韦恩的OSM定位图

普洛内乌尔-朗韦恩的时区为UTC+01:00、UTC+02:00（夏令时）。

## 行政
普洛内乌尔-朗韦恩的邮政编码为29720，INSEE市镇编码为29174。

## 政治
普洛内乌尔-朗韦恩所属的省级选区为普洛内乌尔-朗韦恩县。

## 人口

1962-2008年间普洛内乌尔-朗韦恩人口变化图示

普洛内乌尔-朗韦恩于2022年1月1日时的人口数量为6403人。